# Orust
Orust is een Zweeds eiland en een gelijknamige gemeente in de provincie Västra Götalands län. Ze heeft een totale oppervlakte van 881,3 km² en telde 15.160 inwoners in 2004.

## Plaatsen
- Henån
- Svanesund
- Ellös
- Varekil
- Svanvik
- Mollösund
- Hälleviksstrand
- Hjälperöd
- Gullholmen
- Stocken
- Käringön
- Vindön
- Nösund
- Dalby (oostelijk deel)
- Slussen (plaats)
- Stenshult
- Edshultshall
- Timmerhult
- Bö